# Jim Butcher
Pour les articles homonymes, voir Butcher.
Œuvres principales
- Série Codex Alera
- Série Les Dossiers Dresden

Jim Butcher, né le 26 octobre 1971 à Independence dans le Missouri, est un écrivain américain.
Il fait partie de la New York Times Best Seller list, pour sa série de livres de fantasy contemporaine Les Dossiers Dresden. Il est également l'auteur de la série Codex Alera.

## Carrière
Alors qu'il était malade avec une angine streptococcique durant son enfance, les sœurs de Butcher lui ont fait découvrir Le Seigneur des Anneaux et les romans The Han Solo Adventures pour lui faire passer le temps, déclenchant ainsi sa fascination pour la fantasy et la science-fiction. Adolescent, il a terminé son premier roman et s'est fixé pour objectif de devenir écrivain. Après de nombreuses tentatives infructueuses pour entrer dans le genre fantasy traditionnel (il cite notamment J. R. R. Tolkien, Lloyd Alexander et C. S. Lewis parmi ses influences majeures), il a écrit le premier livre de The Dresden Files—racontant l’histoire d’un magicien professionnel nommé Harry Dresden dans le Chicago contemporain—comme exercice pour un cours d'écriture en 1996, à l'âge de 25 ans.
Pendant deux ans, Butcher a soumis son manuscrit à divers éditeurs avant de se tourner vers les conventions pour établir des contacts dans l'industrie. Après l'avoir rencontré en personne, Ricia Mainhardt, l'agent qui a découvert Laurell K. Hamilton, a accepté de le représenter, lançant ainsi sa carrière d'écrivain. Cependant, Butcher et Mainhardt se sont depuis séparés ; son agent actuel est Jennifer Jackson. Butcher a écrit deux séries : The Dresden Files et Codex Alera. Codex Alera s'est achevé après six romans, tandis que The Dresden Files est toujours en cours. Il a également écrit un roman de Spider-Man, intitulé The Darkest Hours, sorti le 27 juin 2006. De plus, il a contribué à une nouvelle publiée dans My Big Fat Supernatural Wedding avec Charlaine Harris et Sherrilyn Kenyon, entre autres, en octobre 2006. Depuis, il a également contribué aux anthologies Many Bloody Returns en septembre 2007 et My Big Fat Supernatural Honeymoon en décembre 2007. En octobre 2008, il a publié une autre nouvelle dans Blood Lite ainsi qu’une novelette, Backup, illustrée par Mike Mignola.

## Œuvres

### SérieLes Dossiers Dresden
1. Dans l'œil du cyclone, Bragelonne, 2007 ((en) Storm Front, 2000)Réédité en 2010 par Milady sous le titre Avis de tempête
2. Lune enragée, Bragelonne, 2007 ((en) Fool Moon, 2001)Réédité en 2010 par Milady sous le titre Lune fauve
3. L'Aube des spectres, Bragelonne, 2007 ((en) Grave Peril, 2001)Réédité en 2010 par Milady sous le titre Tombeau ouvert
4. Le Chevalier de l'été, Bragelonne, 2008 ((en) Summer Knight, 2002)Réédité en 2010 par Milady sous le titre Fée d'hiver
5. Masques mortuaires, Bragelonne, 2008 ((en) Death Mask, 2003)Réédité en 2010 par Milady sous le titre Suaire froid
6. (en) Blood Rites, 2004Prévu à la parution chez Bragelonne en 2011 sous le titre Rites de sang mais finalement jamais publié
7. (en) Dead Beat, 2005
8. (en) Proven Guilty, 2006
Heorot, Milady, 2011 ((en) Heorot, 2007)Publié dans l'anthologie Lune de miel, lune de sang
9. (en) White Night, 2007
10. (en) Small Favor, 2008
La Dernière Tournée, Milady, 2011 ((en) Last Call, 2009)Publié dans l'anthologie Philtres et Potions
11. (en) Turn Coat, 2009
12. (en) Changes, 2010
13. (en) Ghost Story, 2011
14. (en) Cold Days, 2012
15. (en) Skin Game, 2014
16. (en) Peace Talks, 2020
17. (en) Battle Ground, 2020

#### Recueil de nouvelles
- (en) Brief Cases, 2018

### SérieCodex Alera
1. Les Furies de Calderon, Bragelonne, 2010 ((en) Furies of Calderon, 2004)
2. La Furie de l'Academ, Bragelonne, 2010 ((en) Academ's Fury, 2005)
3. La Furie du curseur, Bragelonne, 2011 ((en) Cursor's Fury, 2006)
4. La Furie du capitaine, Bragelonne, 2012 ((en) Captain's Fury, 2007)
5. La Furie du princeps, Bragelonne, 2017 ((en) Princeps' Fury, 2008)
6. La Furie du premier duc, Bragelonne, 2018 ((en) First Lord's Fury, 2009)

### SérieThe Cinder Spires
1. (en) The Aeronaut's Windlass, 2015

### Nouvelles traduites en français
- Cocktail explosif, 2016 ((en) Bombshells, 2013)Parue dans l'anthologie Dangerous Women aux éditions J'ai lu et située dans l'univers des Dossiers Dresden